# 玻利維亞溪脂鯉
玻利維亞溪脂鯉，為輻鰭魚綱脂鯉目脂鯉亞目頂器脂鯉科的其一種，分布於南美洲玻利維亞Mamoré河上游流域，體長可達2.1公分，棲息在底中層水域，生活習性不明。